# 八雲恵美子

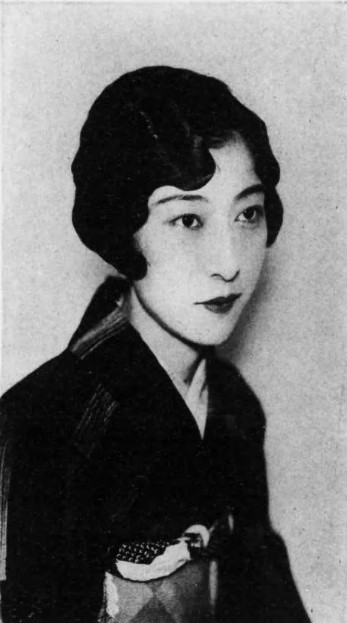
1928年

八雲 恵美子（やぐも えみこ、本名：玉野 千代子、1903年8月15日 - 1979年1月13日）は、日本の元芸妓、元女優、実業家である。大阪府大阪市北区相生町（現・都島区）出身。後芸名は八雲 理恵子。初期の松竹蒲田撮影所の人気スターである。

## 来歴・人物
1903年8月15日、大阪府大阪市北区相生町に生まれる。花柳界に程近い町で育ったこともあって、幼いころから遊芸に親しんでいた。4歳の時に山村流日本舞踊の門に入る。相生小学校卒業後、17歳で山村流の奥許しを得た。
18歳の時、神戸高等工業学校出身の造船技師・春野影彦と恋に落ち、春野の上海転勤に従って、親の許しのないまま恋の逃避行を試みた。しかし失敗し、帰国後、両親に詫び状を出したが父に許してもらえなかった。
その後、習い覚えた芸事を生かして、門司で芸妓になり、神戸、大阪などを転々とした。その美貌からたちまち売れっ子芸妓となり、大阪でも名妓とうたわれるようになった。この頃関西歌舞伎の片岡我童や活動弁士だった若林桜天と同棲していた。
1924年、松竹下加茂撮影所に当時の旧劇のスターの市川荒太郎・東愛子夫婦を訪ね、その紹介で大阪の松竹楽劇部に入った。京都の弁天座で初舞台を踏んだ。
1926年（大正15年）1月10日、松竹蒲田撮影所に入社。八雲恵美子の芸名で、五所平之助監督の『初恋』に押本映治と三田英児の相手役としてデビュー以来、『母恋し』（名子役の高尾光子と共演）などの五所監督作品に多く出演した。鈴木重吉監督の支那劇『霧の中の灯』に薄幸の中国娘を演じ、蔦見丈夫監督の『恋の闖入者』では秋田伸一と共に主演。デビューから半年もたたぬうちに売れっ子となる。島津保次郎監督の『虹晴れ』で岩田祐吉、英百合子に次ぐ大役を演じ、時代劇『黒髪夜叉』（全4篇）にも出演し、森野五郎、川田芳子と共演した。日本髪がよく似合う風貌と芸事でできた勘の良さが評判となり、蒲田映画の中心となった。
1927年（昭和2年）には田中絹代、吉川満子、岡村文子らと共に準幹部に昇進した。島津監督の『女』で先輩の筑波雪子と共演した。この年に島津、五所の両監督から求愛されていたという。野村芳亭監督の『父帰る』では脇役に回ったが、素直な演技が評価されて、五所監督の『からくり娘』で主演。女工勧誘員など、旅の男たちを身投げのふりをして気を引き、旅廻りの写真師を射止めたものの結婚の翌日、奇矯な行動をして逃げられてしまうというヒロインを演じたが、五所の指導でこの難しい役柄を見事にこなし、同作はキネマ旬報ベストテンの6位にランクインした。野村監督の『毒唇』『愛の凱歌』では岩田祐吉と共演、重宗務監督の『恋模様二人娘』では主演。そのほか4本の時代劇で脇を演じた。
1928年（昭和3年）に幹部に昇格。重宗監督の『射的屋の娘』、斎藤寅次郎監督の『果報は寝て待て』で主演。続いて五所監督の『村の花嫁』でも主演。村の模範青年の婚約者だったが、周囲の偏見から妹に婚約者を譲るヒロインを好演した。野村監督の『道呂久博士』『富岡先生』、島津監督の『輝く昭和』では井上正夫と共演、栗島すみ子に次ぐホープとなった。また、鈴木伝明・牛原虚彦監督のコンビによる話題作『彼と東京』『陸の王者』『彼と田園』に鈴木の相手役として出演、評判を呼んだ。野村監督の『棘の楽園』では岩田祐吉、栗島すみ子、川田芳子の大スターと共演、そのほか岩田と共演した『夏の日の恋』『恋のキャンプ』、1929年（昭和4年）も、『多情仏心』『今年竹』などに出演。川田芳子の代表作『母』にも準主演している。
1930年（昭和5年）には、『女性天国』や初の小津安二郎監督作となる『その夜の妻』で岡田時彦と共演、岡田とは1931年（昭和6年）の小津監督作『東京の合唱』にも夫婦役で共演している。『父』『銀河』などでは高田稔と共演。大幹部・岩田祐吉の最後の主演映画『麗人の微笑』で相手役を務めた。
1932年（昭和7年）になると蒲田のトップスターの座は田中絹代に奪われた。野村監督の『金色夜叉』では田中が下加茂のトップスター・林長二郎と組んで主演、八雲は助演に回っていた。その後『新四谷怪談』で岡譲司と、『恋ざんげ』で4歳年下の大日方伝と共演。1933年の『天竜下れば』では川崎弘子の姉芸者役で助演。同年8月、姓名判断で短命の恐れありと言われたため八雲理恵子に改名した。
1934年（昭和9年）、下加茂で撮った『薩摩心中』では高田浩吉と組み、息の合った共演ぶりで話題を呼んだ。林長二郎主演の『月形半平太』で芸妓を演じたほかは活躍が見られなかったが、小津監督の『浮草物語』に坂本武の相手役として出演した。
同年、麻雀賭博容疑で多くの文士や飯田蝶子や吉川満子らと共に八雲も検挙されている。
1935年は一番の低迷期を迎え、1936年（昭和10年）に母親スターとして再生しようとしたが、以後は若手スターの引き立て役に回った。佐分利信と組んだ『下田夜曲』が最後の主演作となり、筆頭幹部女優となるも、役に恵まれず、1938年（昭和13年）に引退した。
第二次世界大戦後は、実業家に転身。化粧品会社を創立して社長となり、その後貿易会社の社長になった。
1979年（昭和54年）1月13日、心不全のため死去。75歳没。

## 出演映画
- 初恋（1926年）
- お坊ちゃん（1926年） - 寿々子
- 母よ恋し（1926年）
- 人間愛（1926年）
- 霧の中の灯（1926年）
- 娘（1926年）
- 帰らぬ笹笛（1926年）
- 修羅八荒 終篇（1926年）
- 恋の闖入者（1926年）
- 黒髪夜叉（1926年） - 絵師秀麗
- 曲馬団の姉妹（1926年）
- 虹晴れ（1926年）
- 幻の義賊（1926年）
- 彼女（1926年）
- 三人の娘（1927年） - 次女静子
- 赤尾林蔵（1927年）
- 女（1927年）
- 父帰る（1927年） - 宗太郎情婦お竜
- 恥しい夢（1927年）
- 美剣士（1927年） - 小龍
- やきもち（1927年）
- からくり娘（1927年） - お民
- 秋草燈籠（1927年） - 妹千鳥
- 恋は曲者（1927年） - 北村洋子
- 島原美少年録（1927年）
- 毒唇（1927年）
- 久遠の像（1927年）
- 炎の空（1927年） - 大川麗子
- 人生の涙（1927年） - 成人後の松子
- 恋模様二人娘（1927年）
- 愛の凱歌（1927年）
- 東京行進曲（1927年）
- 旅役者（1927年）
- 射的屋の娘（1928年）
- 村の花嫁（1928年） - お静
- 果報は寝て待て（1928年）
- 道呂久博士（1928年） - 養女お花
- 愛欲変相図（1928年） - 夏江
- 女の一生（1928年） - 小間使お春
- 美人かし間（1928年） - 下宿屋の娘お花
- 彼と東京（1928年）
- 富岡先生（1928年）
- 棘の楽園（1928年）
- 恋のキャンプ（1928年）
- 彼と田園（1928年）
- 夏の日の恋（1928年）
- 街頭の騎士（1928年）
- 陸の王者（1928年） - 芸者秀松
- 輝く昭和（1928年） - 文子
- 青春交響楽（1928年） - 三千代
- 夜の牝猫（1929年）
- 君恋し（1929年）
- 雲雀なく里（1929年）
- 春の唄（1929年）
- 多情仏心（1929年）
- 親父とその子（1929年）
- 今年竹（1929年）
- 不壊の白珠（1929年） - 水野俊枝
- 母（1929年）
- 情熱の一夜（1929年） - 酒場の女お春
- レヴューの姉妹（1930年） - 白鳥ルリ子
- 鉄拳制裁（1930年）
- 新編 愛恋序曲（1930年）
- 麗人（1930年） - 百合子
- 父（1930年）
- 姉妹篇 母（1930年） - その妻房枝
- その夜の妻（1930年） - その妻まゆみ
- 女性天国（1930年）
- 霧の中の曙（1930年） - 和田蘭子
- 輝く女性（1931年）
- 燃ゆる花びら（1931年）
- 銀河（1931年） - 令嬢道子
- 肉体の暴風（1931年） - 水澤芳江
- 暴風の薔薇（1931年）
- 東京の合唱（1931年） - 妻すが子
- 真理の春（1931年）
- 麗人の微笑（1931年）
- 金色夜叉（1932年） - 赤樫満枝
- 祭唄美代吉殺し（1932年）
- 新四谷怪談（1932年）
- 涙の瞳（1932年）
- 恋の東京（1932年）
- 陸の若人（1932年）
- 忠臣蔵（1932年） - 浮橋太夫
- 恋ざんげ（1933年）
- 昨日の女・今日の女（1933年） - お春
- 天竜下れば（1933年） - 千代菊
- 理想の良人（1933年）
- 沈丁花（1933年） - 姉玉次
- 愛の出船（1933年）
- 東洋の母（1934年）
- 薩摩心中（1934年）
- 月形半平太（1934年） - 染八
- 浮草物語（1934年） - おたか
- 永久の愛（1935年） - バーのマダム春美
- 悲恋華（1936年） - 水上初乃
- 母の面影（1936年）
- 感情山脈（1936年）
- お芙美の評判（1936年）
- 下田夜曲（1936年）
- その夜の秘密（1937年）
- みだれ島田（1937年、新興映画） - お袖
- 浅草の灯（1937年） - カルメンの踊子